# La Iruela
La Iruela ist ein kleines Bergstädtchen und eine aus dem Hauptort, zwei Dörfern (Burunchel und Arroyo Frío) sowie mehreren Weilern (aldeas) und Einzelgehöften bestehende Gemeinde (municipio) mit insgesamt 1.867 Einwohnern (Stand: 2024) im Süden der Provinz Jaén in der autonomen Region Andalusien. Der Ort ist als Conjunto histórico-artístico anerkannt.

## Lage
Der Ort La Iruela liegt am westlichen Rand des Naturparks Sierras de Cazorla, Segura y Las Villas in einer Höhe von ca. 900 bis 1000 m ü. d. M. Die Entfernung zur Provinzhauptstadt Jaén beträgt knapp 130 km (Fahrtstrecke) in westlicher Richtung; die Stadt Granada ist knapp 175 km in südwestlicher Richtung entfernt. Das Klima im Winter ist gemäßigt, im Sommer dagegen warm bis heiß; die geringen Niederschlagsmengen (ca. 475 mm/Jahr) fallen – mit Ausnahme der nahezu regenlosen Sommermonate – verteilt übers ganze Jahr.

## Bevölkerungsentwicklung
| Jahr      | 1857  | 1900  | 1950  | 2000  | 2020  |
| Einwohner | 3.023 | 4.875 | 4.718 | 1.909 | 1.894 |

Der deutliche Bevölkerungsrückgang im 20. Jahrhundert ist im Wesentlichen auf die Mechanisierung der Landwirtschaft und den damit einhergehenden Verlust an Arbeitsplätzen zurückzuführen.

## Wirtschaft
La Iruela liegt im Osten der schier endlosen Olivenbaumplantagen der Provinz Jaén. Früher wurden auch Getreide, Weinreben etc. zur Selbstversorgung angepflanzt; Gemüse stammte aus den Hausgärten. Viehzucht (Schafe, Ziegen, Hühner) und Forstwirtschaft werden ebenfalls betrieben. Im Ort selbst haben sich Kleinhändler, Handwerker und Dienstleistungsbetriebe aller Art angesiedelt. Daneben gibt es mehrere Ferienhäuser (casas rurales).

## Geschichte
Auf dem Gemeindegebiet wurden jungsteinzeitliche und bronzezeitliche Kleinfunde entdeckt. Die Römer betrieben hier Erzbergbau. Die Westgoten und selbst die Mauren drangen wahrscheinlich nicht bis hierhin vor. Nach dem Ende des Kalifats von Córdoba (1031) wurde die abgelegene Gegend Bestandteil des Taifa-Königreichs von Jaén. Im Jahr 1231 wurde das Gebiet von den Christen unter der Führung des Erzbischofs von Toledo, Don Rodrigo Jiménez de Rada, zurückerobert (reconquista). Von 1294 bis 1378 war La Iruela nur ein Weiler (aldea) des Nachbarorts Cazorla. Mit dem Alhambra-Edikt (1492) der Katholischen Könige begann die Vertreibung der sephardischen Juden; in den Jahren um 1610 wurden die letzten Muslime (Morisken) ebenfalls ausgewiesen.

## Sehenswürdigkeiten

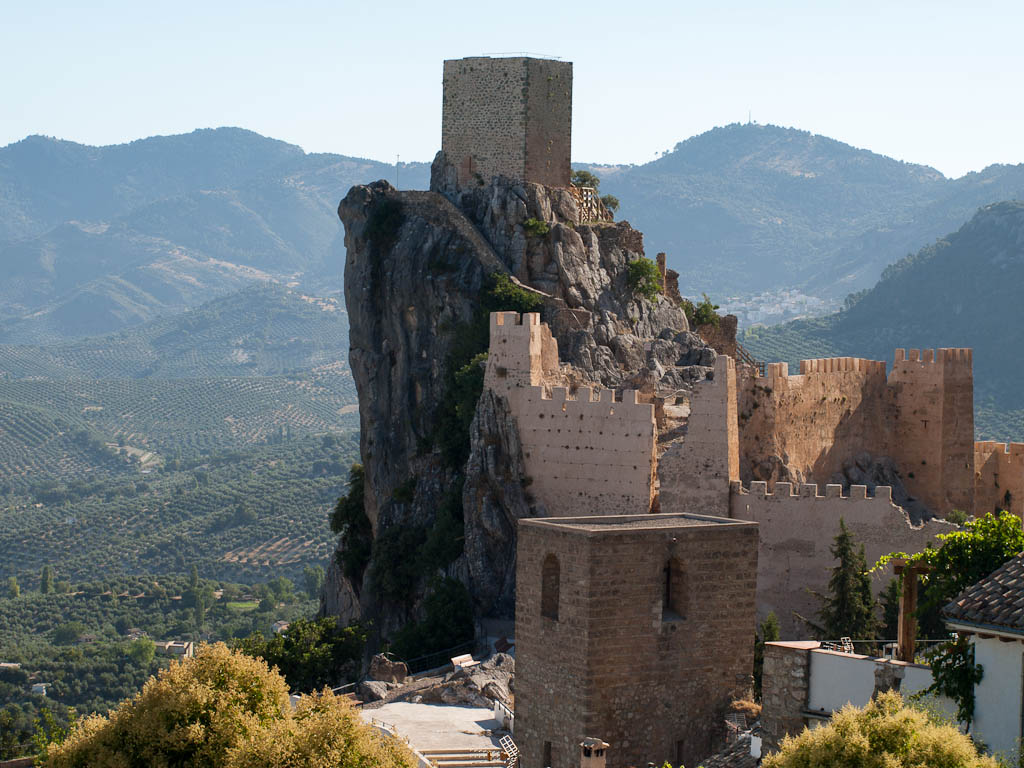
Castillo

- Die auf einer Felsspitze gelegene mittelalterliche Burg (castillo) hat weder römische noch maurische Ursprünge. Der Bergfried (torre del homenaje) sowie Teile der Burgmauern sind erhalten. Im Burghof (patio de armas) befindet sich eine Zisterne (aljibe). Die aus dem 13. Jahrhundert stammende, aber im 16. Jahrhundert weitgehend erneuerte ehemalige Kirche, die dem hl. Dominikus von Silos geweiht war, wurde im Jahr 1810 von den napoleonischen Besatzern in Brand gesteckt und zerstört.[10]
- Die traditionell wirkende, aber erst in den 1960er Jahren erbaute Iglesia de la Inmaculada Concepción ist der unbefleckten Empfängnis Mariens geweiht. Interessant ist der zur Hälfte in die Fassade integrierte Glockengiebel (espadaña).[11]
- Im Ort gibt es mehrere Brunnen (fuentes), deren langgestreckte Becken auch als Viehtränken (abrevaderos) genutzt wurden.
- Ein Waschhaus (lavadero) steht am Ortsrand.